# Euphorbia ecklonii
Euphorbia ecklonii är en törelväxtart som först beskrevs av Johann Friedrich Klotzsch och Christian August Friedrich Garcke, och fick sitt nu gällande namn av Henri Ernest Baillon. Euphorbia ecklonii ingår i släktet törlar, och familjen törelväxter. Inga underarter finns listade i Catalogue of Life.